# エムラミノル
エムラ ミノル（1981年10月12日 - ）は広島県福山市出身のシンガーソングライターである。2004年ZAIN RECORDSよりデビューするがその後はインディーズで活動。

## ディスコグラフィー

### シングル
- 恋花火（2004年6月30日）
  1. 恋花火
  2. 21
  3. 展望台
  4. 恋花火-instrumental-

### アルバム
- 夏デモ（2006年）ミニアルバム
  1. セミノコエ
  2. おじいちゃんに捧げる歌
  3. 終電男
  4. 東京
  5. 恋
  6. 夏日和
  7. ありがとう

- 生歌（2007年）ミニアルバム
  1. ただいま
  2. 雪見月　
  3. 花として
  4. サクラサク
  5. 歩いていこう、君といつまでも

### その他
- オムニバス「NEO GENERATION VOL.1」
  - 5.恋花火